# Saar (rivier)
De Saar (Frans: Sarre) is een zijrivier van de Moezel in Frankrijk en Duitsland. Haar lengte is 246 kilometer (126 in Frankrijk en 120 in Duitsland) en het stroomgebied 7431 km².
De Saar begint in de Vogezen en heeft daar twee bronrivieren: de Rode Saar (Sarre rouge) en de Witte Saar (Sarre blanche), die bij de voet van de Donon samenkomen. De rivier stroomt door de Elzas, door Lotharingen en door Saarland, de Duitse deelstaat die naar de rivier is genoemd. Hier bevinden zich belangrijke industriesteden (kolen, ijzer en staal), die hebben geprofiteerd van hun ligging aan de rivier, waarlangs de producten konden worden afgevoerd. Saarbrücken is van deze steden de belangrijkste.
De voornaamste zijrivieren zijn de Bièvre, de Albe, de Blies, de Prims en de Nied; deze laatste ontstaat uit de samenvloeiing van de Nied Française en de Nied Allemande, de Franse en de Duitse Nied, hoewel ze inmiddels allebei in Frankrijk liggen.
De Saar scheidt stroomafwaarts van Saarland de Saargau op de linkeroever van de Hunsrück op de rechteroever. De benedenloop maakt deel uit van een belangrijk wijngebied: de Mosel.
De monding in de Moezel bevindt zich bij Konz, westelijk van Trier, in de deelstaat Rijnland-Palts.